# Сари Пазар
Сари Пазар (грч. Ανθόφυτο, Антофито) је насељено место у општини Кукуш у периферији Средишња Македонија, Грчка. Према попису из 2021. године било је 200 становника.
Према бугарском географу и историчару, Василу Канчову, у Сари Пазару је 1900. године живело 60 Рома и 40 Словена хришћана. Током Другог балканског рата село је настрадало од грчке војске а становништво је протерано. После рата део мештана се вратио и насељене су грчке избеглице из Тракије. Године 1924. принудно је исељено 17 Словена у Бугарску а насељено је још грчких избеглица из Турске. На попису из 1928. године Сари Пазар је имао 505 становника.